# 黄毛委陵菜
黄毛委陵菜（学名：Potentilla luteopilosa）为蔷薇科委陵菜属的植物，为中国的特有植物。分布在中国大陆的云南等地，生长于海拔3,800米至4,200米的地区，一般生于高山岩石上，目前尚未由人工引种栽培。